# شيخ سعد
شيخ سعد (20 سبتمبر 1990 نواذيبو موريتانيا - ) هو لاعب كرة قدم موريتاني، يلعب كمهاجم.